# Gran bollito
Gran Bollito (en italià Gran bullida) és una pel·lícula de comèdia negra italiana del 1977 dirigida per Mauro Bolognini. Està basat en una assassina en sèrie real Leonarda Cianciulli, que va matar tres dones entre 1939 i 1940 i va convertir els seus cossos en sabó i pastes de te. Protagonitzada per Shelley Winters, Max von Sydow, Renato Pozzetto i Alberto Lionello, amb aquests tres últims en un doble paper com a víctimes de l'assassina, vestits de dona, i aquells que la capturen.

## Sinopsi
Léa, originària del sud d'Itàlia, es va traslladar a una ciutat del nord per unir-se a Rosario, el seu marit. Ha de vendre bitllets de loteria. Tan aviat com arriba, sent aversió a la seva nova casa escollida pel seu marit, que poc després pateix un ictus paralitzant. Léa va tenir tretze fills, tots els quals van morir després d'un avortament quan tenien pocs mesos d'edat, excepte un, Michele, per qui Léa sent un afecte malaltís. És confident de Berta Maner, una de les seves clientes que va guanyar el premi més gran a la loteria i que s'uniria al seu marit als Estats Units, després d'anys de separació.
Michele està enamorat de Sandra, una bonica professora de dansa. La seva mare no pot deixar-la sortir de casa, preparada per a qualsevol desagradable. Llançant una maledicció, per exemple, perquè la mare de Sandra mori de sobte (cosa que, segons ella, obligarà Sandra a deixar Michele per tenir cura del seu pare), després llançant una jove als braços de la jove sordmuda Tina. Michele escolta suaument però fermament a la jove. Al final, al no poder aconseguir el resultat desitjat, Lea decideix eliminar les dones que dificulten el seu amor exclusiu per Michele. La primera víctima és Berta Maner, que a la vigília de la seva sortida a Amèrica és assassinada per Léa i la talla a trossos, la bull i la converteix en sabó que després ven. El mateix trist destí es reserva per a la dolça Lisa, plena de penediment religiós després d'haver conegut l'amor amb un home per primera vegada, i això, tot i que va ajudar molt a Rosario quan vivia sol amb Michele, abans de l'arribada de Léa al nord. Aleshores és el torn de la brillant i animada Stella Kraus, artista de cabaret.
Per amagar les seves malifetes i desviar les sospites, Léa orquestra un fals robatori de joies a la casa de Stella que compartia un apartament amb una dona que es deia Palma, cosa que fa que quan els diaris es pregunten sobre el misteri de les desaparicions diuen que Stella va fugir amb les joies. Dos veïns més curiosos que els altres a qui Léa havia venut sabó, intrigats per la sobtada gran producció de sabó i per l'olor que desprenia, comencen a espiar aquesta estranya dona. No trobant res d'especial, decideixen posar-se en contacte amb Maria, l'encantadora germana del sacerdot Onorio, perquè ofereixi la seva ajuda a Lea invocant diversos motius. Maria serà la primera a descobrir els horrors comesos per Lea. En un sabó que li va donar Leah, Maria troba l'anell que pertanyia a Berta Maner. Quan creu que ho entén, té un atac de cor desencadenat pel seu estat ja precari. Però Maria no està morta i, al llit, pregunta a Leah si les seves sospites són certes. Ella li confessa tot, amb molt de detall, provocant-li un segon atac de cor. Aquesta vegada mor, sense haver pogut avisar el seu germà de les atrocitats comeses per Lea.
Però els esdeveniments es precipiten. Un comissari comença a investigar la desaparició de Berta. Léa és convocada a la comissaria de policia per ser interrogada. A més, investiga la desaparició de Lisa i els seus diners, donada l'amistat entre les dues dones. El gerent del banc també dona testimoni que Lea és, efectivament, la dona que va venir al taulell per rebre el reemborsament dels títols de Lisa. Michele marxa al servei militar i Lea està molesta. Palma ha trobat unes ulleres al terra de la casa de Lea que poden ser de Stella, però no està segura. Pateix la mateixa sort que les altres víctimes. Michele demana a la seva xicota Sandra que es traslladi a casa de la seva mare just abans de marxar a primera línia. Sandra no se sent bé en aquesta casa, però es resigna, esperant el retorn de Michele en quinze dies (Aquesta és la mobilització general abans de la Segona Guerra Mundial). Lea, sota la influència del seu boig delir, després de veure marxar el seu estimat, prepara un nou sacrifici: Sandra.
Però la Tina, que era còmplice de l'horror (ajudava a Leah a aixafar els ossos en un morter), es rebel·la i intenta advertir Sandra. Lea aconsegueix immobilitzar Sandra i amenaçar-la amb una destral. La jove, condemnada a un final horrible, aconsegueix dir-li que està embarassada de Michele. Aquesta revelació li salva la vida. Lea té un moment de sorpresa. Deixa caure la destral, potser en un moment de lucidesa en la seva bogeria. La policia arriba just aleshores i tanca Lea a la presó. A l'exterior, els espectadors presencien la detenció. Un parell de veïns criden Lea: Monstre! Es dirigeix a ells amb una burla: Monstre ..? Jo ..? ... Però estàs boig?.

## Repartiment
- Shelley Winters - Lea
  - Regina Bianchi - Lea (veu)
- Max von Sydow - Lisa / Carabinieri Marshall
- Renato Pozzetto - Stella / Oficial de Carabinieri
- Alberto Lionello - Berta / Banquer
- Adriana Asti - Palma
- Rita Tushingham - Maria
- Milena Vukotic - Tina
- Mario Scaccia - Rosario
- Liù Bosisio - Veí
- Franco Branciaroli - Pare Onorio
- Antonio Marsina - Michele
- Maria Monti - second neighbor
- Laura Antonelli - Sandra
- Marco Modugno - Estudiant
- Alberto Squillante - Carabinieri
- Giancarlo Badessi - Amic de Lisa
- Franco Balducci

## Producció
Mauro Bolognini originalment anava a dirigir la pel·lícula 15 anys abans, amb Anna Magnani en el paper principal Anna Magnani in the lead role. Més tard, va imaginar Sophia Loren com l'actriu principal. La pel·lícula va tenir diversos títols de treball del 1976 al 1977, com Black Journal, La cuoca del diavolo, Sapone di donna, Donne all'interno, La saponificatrice i La signora degli orrori.
Ornella Muti va ser escollida com la xicota del fill de Lea, però va abandonar-la el juny de 1977 i va ser substituïda per Laura Antonelli.